# Підприємства гірничого машинобудування та обладнання України
| №п/п | Підприємство                                               | Спеціалізація / продукція | Юридична адреса в Україні                                      | Інтернет-сайт                                                                     |
| 1    | Авторитет, ТОВ КФ                                          | ґумотехнічні вироби (рукави високого тиску, стрічки транспортерні) | 86709 Харцизьк, пров. Склярова, 6а/43                          | https://web.archive.org/web/20170604115513/http://authority.com.ua/,              |
| 2    | Агрополітех, ТОВ                                           | компресорна і вакуумна техніка | 01133 Київ, пров. Госпітальний, 1-А, офіс 61                   | http://www.airsystems.com.ua [Архівовано 22 березня 2022 у Wayback Machine.],     |
| 3    | АМИ, ТОВ                                                   | системи табельного обліку і контролю доступу АСТУ-АМИ, вибухобезпечні табельні ідентифікатори, автоматизація конструкторсько-технологічної підготовки виробництва | 83060 Донецьк, вул. Куйбишева, 143-Г                           | http://ami.ua/ [Архівовано 6 листопада 2007 у Wayback Machine.],                  |
| 4    | Амплітуда, ЗАТ ПКФ                                         | ремонт шахтних електровозів, гіровозів, стрічкових і скребкових конвеєрів та іншого гірничо-шахтного обладнання | 83023 Донецьк, вул. Ходаковського, 1                           |                                                                                   |
| 5    | АНА-ТЕМС, ЗАТ                                              | обладнання для рудних та вугільних збагачувальних фабрик | 49000 Дніпро, вул. Миронова, 15                                | http://www.ana-tems.com [Архівовано 16 березня 2022 у Wayback Machine.],          |
| 6    | Артемівський машинобудівний завод «Перемога праці», ВАТ    | ланцюги круглоланкові, скребки для конвеєрів, ланцюги у зборці СП202, СП301, електроди зварювальні тощо | 84500 Артемівськ, вул. Миру, 6                                 |                                                                                   |
| 7    | Бердянський кабельний завод, ЗАТ ВО                        | кабельно-провідникова продукція шахтного і загальнопромислового призначення | 71101 Бердянськ, вул. Промислова, 2-6                          |                                                                                   |
| 8    | Бетонмаш, АТ                                               | кабелеукладачі, обладнання для бетонних сумішей і нестандартне | Слов'янськ, вул. Солодилова, 1                                 |                                                                                   |
| 9    | Буран, АТ                                                  | бурошнекові комплекси для безлюдної виїмки вугілля, гідравлічні бурильні установки, точне лиття | Донецьк, вул. Кірова, 1а                                       |                                                                                   |
| 10   | Вугільний консалтинговий центр                             | менеджмент-консалтинг для вугільних і машинобудівних підприємств, бізнес-планування, інвестиційне планування | 83048 Донецьк, вул. Артема, 114                                |                                                                                   |
| 11   | Гірничошахтна асоціація, ЗАТ                               | виробництво гірничошахтного, збачачувального, харчового, сільськогосподарського обладнання | 49021 Дніпро, вул. Берегова, 135                               |                                                                                   |
| 12   | Гірницький, ТОВ ТВК                                        | пневматичні перфоратори підвищеної потужності ПП-80НВ | 83005 Донецьк, вул. Купріна, 23                                |                                                                                   |
| 13   | Горлівський машинобудівний завод, ВАТ                      | очисні комбайни, струги, прохідницька техніка, насоси, лебідки | 84603 Горлівка, вул. Катеринича, 1                             |                                                                                   |
| 14   | Державна воєнізована гірничорятувальна служба              | гірничорятувальна служба | 340048 Донецьк, вул. Артема, 157                               |                                                                                   |
| 15   | Дніпро-Дон, ТОВ                                            | сита щілинні, корзині на центрифуги та інші вироби | 83096 Донецьк, вул. Панфілова, 86                              |                                                                                   |
| 16   | Дніпрогеофізика                                            | проведення комплексних геофізичних досліджень в південно-східній частині України | 49050 Дніпро, вул. В. Дубініна, 8                              | ,                                                                                 |
| 17   | Дніпропетровський агрегатний завод, ВАТ                    | гідравліка для механізованих комплексів, очисних і прохідницьких комбайнів | 49052 Дніпро, вул. Щепкіна, 53                                 | http://www.aodaz.com.ua [Архівовано 27 липня 2014 у Wayback Machine.]             |
| 18   | Дніпропетровський електровозобудівний завод, НВО           | магістральні електровози, тягові агрегати, рудничні електровози, електростартери ПСУ2 | 49068 Дніпро, вул. Орбітальна, 13                              |                                                                                   |
| 19   | Донбас-електромотор, НВК                                   | розробка, виготовлення і ремонт електрообладнання | 83037 Донецьк, вул. Кіма, 5/2                                  |                                                                                   |
| 20   | Донбаскабель, ПАТ                                          | кабелі шахтні з ґумовою і пластмасовою ізоляцією, кабелі силові, зварювальні, спеціалізованого призначення | 83077 Донецьк, вул. Заварзіна, 1                               | https://web.archive.org/web/20140516190247/http://donbasscabel.com.ua/,           |
| 21   | Донвентилятор, ЗАТ                                         | шахтні вентилятори місцевого (ВМЕВО) і головного (ВО) провітрювання, загальнопромислові вентилятори різного призначення (сталеві, алюмінієві, з нержавіючої сталі, різнорідних металів) | 83017 Донецьк, вул. Сєрова, 56                                 | http://donvent.com.ua [Архівовано 23 березня 2022 у Wayback Machine.], ,          |
| 22   | Донгідромаш, ТОВ НВК                                       | рукави високого тиску з кінцевою арматурою, фітинги | 83003 Донецьк, вул. Лівобережна, 11/116                        |                                                                                   |
| 23   | Доневуглереммаш, ДХК                                       | виготовлення і ремонт обладнання, запчастин до гірничошахтного обладнання | Макіївка                                                       |                                                                                   |
| 24   | Донецький експериментальний ремонтно-механічний завод, ВАТ | металокріплення, металоконструкції, стрічкові конвеєри, армування, сталеве і чавунне лиття, нестандартизоване обладнання, насоси, запасні частини гірничо-шахтного обладнання | Донецьк, пр. Полеглих Комунарів, 104                           |                                                                                   |
| 25   | Донецькгірмаш, ВАТ                                         | підприємство важкого і транспортного машинобудування | 83005 Донецьк, вул. І. Ткаченко, 189                           | https://web.archive.org/web/20071023190359/http://uum.dn.ua/,                     |
| 26   | Донецькгеологія                                            | регіональний представник Державної геологічної служби Міністерство охорони навколишнього природного середовища у Донецькій та прилеглих районах Харківської і Дніпропетровської областей | 84500 Бахмут, вул. Сибірцева, 17                               |                                                                                   |
| 27   | Донецький експериментальний ремонтно-механічний завод, ВАТ | металеве аркове кріплення, металоконструкції, запасні частини гірничошахтного, будівельного та ін. обладнання, відцентрові насоси К20/30, К45/55, причепи вантажопідйомністю 60 т. | 83023 Донецьк, пр. Полеглих Комунарів, 104                     |                                                                                   |
| 28   | Донецький енергозавод, ВАТ                                 | вибухобезпечні трансформаторні підстанції, трансформатори, автоматичні вимикачі, пускачі, низьковольтні пристрої | 83049 Донецьк, вул. Проф. Богославських, 15                    |                                                                                   |
| 29   | Донецький завод гірничорятувальної апаратури               | випуск гірничорятувальної техніки та засобів індивідуального захисту гірників | 83048 Донецьк, вул. Левицького, 31                             |                                                                                   |
| 30   | Донецьквибухпром                                           | виконання буровибухових робіт на гірничодобувних підприємствах будівельної індустрії та промислових будматеріалів | 340055 Донецьк, вул. Челюскінців, 16                           |                                                                                   |
| 31   | Дружківський машинобудівний завод, ВАТ                     | гірничошахтне обладнання (напр.: дизелевози, гіровози шахтні, рудничні акумуляторні і контактні електровози | 84205 Дружківка, вул. Соборна, 7                               | https://web.archive.org/web/20071023190359/http://uum.dn.ua/                      |
| 32   | Електромашина, ВАТ                                         | електрообладнання для рудничних електровозів, електромашин постійного струму | 61016 Харків, вул. Муранова, 106                               |                                                                                   |
| 33   | Елміс, ВАТ                                                 | системи управління для прохідницьких і очисних комбайнів, іскробезпечні джерела живлення, частотні перетворювачі і пристрої освітлення для гірничошахтного обладнання | 02099 Київ, вул. Бориспільська, 9                              |                                                                                   |
| 34   | Енергія, ТОВ НВП                                           | тягові, стартерні, стаціонарні батареї, системи управління електроприводами, батарейні ящики «РВ» і «РП» виконань | 83038 Донецьк, вул. Прогресивна, 13                            |                                                                                   |
| 35   | Ерлайт, ТОВ                                                | рукави ґумові, стрічки конвеєрні ґумотканинні шириною до 3500 мм Уральського заводу ґумово-технічних виробів, ґумотросові стрічки ЗАТ "Курскрезинотехника", на основі ПВХ АО "Фатра" (Чехія) | 83037 Донецьк, вул. Петровського, 4                            |                                                                                   |
| 36   | Євро-Дон, ТОВ                                              | акумуляторна продукція, засоби індивідуального і колективного захисту для вугільних шахт | 83120 Донецьк, вул. Університетська, 89/333                    | http://www.inep.net [Архівовано 23 березня 2018 у Wayback Machine.],              |
| 37   | Інтрон-Сет, НП                                             | прилади неруйнівного контролю і технічної діагностики, охорони праці, довкілля | Донецьк, вул. Горького, 158                                    |                                                                                   |
| 38   | Завод імені В. О. Малишева, ДП                             | бурошнекові комплекси БШК 2ДМ для безлюдної виїмки вугілля з тонких пластів потужністю 0,6-0,9 м, електростанції на базі газового двигун-генератора 11ГД100М потужністю 1000 кВт | 61001 Харків, вул. Плеханівська, 126                           | https://web.archive.org/web/20190718212452/http://malyshevplant.com/,             |
| 39   | Карбоспецполімеркріплення, ЗАТ                             | засоби хімічного анкерування, хімічного зміцнення гірничих масивів і обладнання для установки анкерного кріплення | 86193 Макіївка                                                 |                                                                                   |
| 40   | Київський дослідно-експериментальний завод вугілля, ВАТ    | обладнання для грохочення і збагачення високовологого вугілля, роликоопори d=89, d=102, d=127, (d=133), d=152, (d=159), d=194, конвеєри | 03180 Київ, пров. Приладний, 10                                |                                                                                   |
| 41   | Ковельсільмаш, ВАТ                                         | ланцюги високої міцності для гірничо-шахтного обладнання d=14, 18 мм кл. 8, С; скребковий ланцюг у зборці і тягові зірочки СП202, скребки і ланки з'єднувальні | 45007 м. Ковель, вул. Варшавська, 1                            |                                                                                   |
| 42   | Костянтинівський завод високовольтної апаратури, ВАТ       | високовольтне вибухозахищене і рудникове електрообладнання: пристрої КРУВ-6 УХЛ5, УК-6 УХЛ5; шафа КРУРН-6АУХЛ5, реверсори РВ-2М У2, РВВ-6-400-4У3; вимикачі ВЕВ-6Б-16/630-УХЛ5, ВВПЛ-6-16/800-УХЛ5; контактори КВ-2М У2, КВТ-10-400-4У2, блоки БКС-3 і запасні частини | 85103 Костянтинівка, вул. Правобережна, 3                      |                                                                                   |
| 43   | Красноармійський машзавод, ВАТ                             | засоби вентиляції, дегазації, пилопригнічення і пожежогасіння для гірничодобувних підприємств | 85300 Покровськ, вул. Добропільська, 2                         |                                                                                   |
| 44   | Краснолуцький машинобудівний завод, ВАТ                    | різне гірничошахтне обладнання і запасні частини до нього | 94501 Красний Луч, вул. Заводський проїзд, 1                   |                                                                                   |
| 45   | Криворіжгірмаш, ВАТ                                        | бурове і допоміжне обладнання для видобутку корисних копалин | 50004 Кривий Ріг, вул. Халтуріна, 3                            | https://web.archive.org/web/20141218173143/http://kzgm.dp.ua/,                    |
| 46   | Криворізький державний залізорудний комбінат, ДП           | врівноважувальні ґумотросові канати (РТК-1), ґумотросові конвеєрні стрічки (РТКЛ), підіймальні посудини (кліті, скіпи, бадді) | 50029 Кривий Ріг, вул. Симбірцева, 1                           | http://www.krruda.dp.ua [Архівовано 22 березня 2022 у Wayback Machine.],          |
| 47   | Криворізький завод гірничого машинобудування, ВАТ          | верстати шарошкового буріння, установки бурильні шахтні, перфоратори, молоток відбійний, машини навантажувальні, навантажувачі ковшеві, вагонетки, штовхачі, кліті, скіпи та ін. | 50004 Кривий Ріг, вул. Халтуріна, 3                            |                                                                                   |
| 48   | Лисичанський ґумотехнічний завод, ТОВ НВП                  | ґумотканинні та полівінілхлориднотканинні конвеєрні стрічки для різних галузей промисловості понад 200 типорозмірів | 93118 Лисичанськ, вул. Незалежності, 128                       |                                                                                   |
| 49   | Логіком, НВП                                               | засоби промислової автоматизації | 03150 Київ, вул. Анрі Барбюса, 9-А                             |                                                                                   |
| 50   | Луганський енергозавод, ВАТ                                | капітальний ремонт електродвигунів, трансформаторів; жорсткі секції для ремонту електродвигунів, електромагнітні котушки, вулканізатори | 91020 Луганськ, вул. Руднєва, 56                               |                                                                                   |
| 51   | Луганський завод гірничого машинобудування, ВАТ            | дороги канатні наґрунтові (ДКНЛ1, ДКНУ1), дороги монорейкові (ДКМУ4, ДКМУ1, ДКМУ6), пристрої для спуска і доставки довгомірних вантажів УДД, лебідки ручні ЛР1К г/п 1т; ЛР2П г/п 2т. | 91493 Луганськ, п. Ювілейний, вул. Бондаренко, 5               |                                                                                   |
| 52   | Луганський машзавод імені О. Я. Пархоменко, ЗАТ            | збагачувальне обладнання, сепаратори магнітні, елеватори, живильники, редуктори, компресори відцентрові, електромагніти вантажопідйомні, запчастини ГШО | 91022 Луганськ, вул. Залізнична, 8                             |                                                                                   |
| 53   | Магніс ЛТД., ТОВ НТЦ                                       | сепаратори на постійних магнітах для регенерації важкого середовища, модернізація електромагнітних барабанів регенераційних сепараторів шляхом переводу на постійні магніти, сепаратори магнітні для збагачення слабкомагнітних корисних копалин | 91022 Луганськ, вул. В. Пятеркіна, 30                          |                                                                                   |
| 54   | Макіївський завод шахтної автоматики, ВАТ                  | апаратура зв'язку, сигналізації і управління вибійними машинами | 86115 Макіївка, вул. Кіпренського, 1                           | http://www.internet.dn.ua/mzsha [Архівовано 16 травня 2007 у Wayback Machine.], , |
| 55   | Мелком Холдинг                                             | компресори поршневі 0,17-5 м³/хв; 6,3-200 атм, повітродувки, 6,6-670 л/с, різниця тиску 0,3-0,8 кПа, газодувки 41-400 л/с, різниця тиску 0,3-0,8 кПа, вакуумні насоси 1,0-90 м³/хв; залишковий тиск до 0,0005 кПа | Мелітополь                                                     |                                                                                   |
| 56   | Моспинський РМЗ, ДП ВАТ «Укрвуглересурс сервіс»            | ремонт збагачувального і гірничо-шахтного обладнання, насосного, транспортного обладнання і запчастин до них | 83492 Моспине, вул. Гришина                                    |                                                                                   |
| 57   | Мотор СІЧ, ВАТ Сніжнянський машинобудівельний завод        | детали для авіаційних двигунів, товарів народного вжитку, запчасти для гірничошахтного обладнання — з'єднувальні ланки ПН-24, ПН-26, ПН-30, кільця розвантаження та ін. | Сніжне, вул. Терешкова, 3                                      |                                                                                   |
| 58   | Науковий центр гірничих машин, ТОВ                         | офіційний представник машзаводів України та Росії, які спеціалізуються на випускові стаціонарного гірничо-шахтного обладнання і насосів різних типів, виконує проектні і науково-дослідницькі роботи по реконструкції діючих водовідливних установок шахт, модернізації насосного обладнання                                                                                               | 83027 Донецьк, вул. Пожарського, 5/5                           |                                                                                   |
| 59   | Новгородський машинобудівний завод, ВАТ                    | насосні станції (СНД 300, СНД 200, СНТ 40, СНТ 32-20), лебідки (ЛВУ 25, ЛМ), насоси (пневмонасос ПН20/30, електронасосні вільновихорові агрегати АНС, насосні ґвинтові установки НВУ) пневмомотори, розподільча і перехідна гідроапаратура для гірничих машин і механізмів, шахтні лебідки різних типів, насоси дільничного водовідливу, вироби для сільгоспмашин, залізничного транспорту | 85294 Торецьк, смт Новгородське, вул. Петровського, 1          | https://web.archive.org/web/20071023190359/http://uum.dn.ua/                      |
| 60   | Новогорлівський машинобудівельний завод, ВАТ               | бурильні установки, навантажувальні машини, верстати бурові, обладнання збагачувальне і механізація поверхніх шахт, обладнання розвідувального буріння | 84613 Горлівка, вул. Щукіна, 2                                 | http://www.ngmz.com.ua [Архівовано 16 травня 2013 у Wayback Machine.],            |
| 61   | Новокраматорський машинобудівний завод, АТ                 | високопотужне сучасне металургійне обладнання, підйомні машини для шахт Донбасу, гірничодобувні, збагачувальні та ін. машини і механізми | 84305 Краматорськ                                              | http://www.nkmz.com [Архівовано 3 грудня 2012 у WebCite]                          |
| 62   | Одеський машзавод «Червона гвардія», ВАТ                   | лебідки шахтні, редуктори, циліндричні приводи і домкрати залізничні | 65013 Одеса, вул. Чорноморського Козацтва, 141                 |                                                                                   |
| 63   | Опекс енергосистеми, ТОВ НВП                               | засоби автоматизації для вугільної промисловості | 01042 Київ, вул. Чигоріна, 12                                  | http://www.opeks.com.ua [Архівовано 16 грудня 2009 у Wayback Machine.]            |
| 65   | Первомайський електромеханічний завод ім. К. Маркса, ВАТ   | вибухозахищені асинхронні електродвигуни, спеціальні та багатошвидкісні електродвигуни для приводу механізмів | 93202 Первомайськ, Заводської пер., 1                          |                                                                                   |
| 66   | Петровський завод вугільного машинобудування, ДП           | шахтні стрічкові конвеєри, приводні і кінцеві станції, блочні і багатоблочні приводні модулі, редуктори, конвеєрні ролики, постави, барабани, насоси і електронасосні агрегати | 83038, Донецьк, вул. Чусовська, 1                              |                                                                                   |
| 67   | Південгідромаш, АП                                         | насоси типу ЕВЦ, ВЦП, 2ЦНГ, ЦНСШ, 2К КО, ЦВ, ФГ, НКУ, ХБ, УЕЦПК, MB, MKB, торцеві ущільнювачі, вали, лиття | Бердянськ, Мелітопольське шосе, 77                             |                                                                                   |
| 68   | Південенергомаш, ТОВ                                       | виробництво великих електричних машин | 74900 Нова Каховка, вул. Першотравнева, 24                     | ,                                                                                 |
| 69   | Пневматика, ТОВ                                            | компресорні станції ШВ-5М, ШВ-10ВМ | 94613 Антрацит, вул. Ростовська, 40                            |                                                                                   |
| 70   | Промвок, ТОВ НВО                                           | стрічки конвеєрні, рукави, ремені приводні, формові та ін. | 49089 Дніпро, пр. Богдана Хмельницького, 38-А                  |                                                                                   |
| 71   | Променергозбут, ЗАТ                                        | вулканізаційний матеріал для стиковки і ремонту конвеєрних стрічок; спец. покриття для захисту від корозії, агресивних середовищ та зношування; спеціальні клейкі склади і розчини | 83047 Донецьк, вул. Багратіона, 9а                             |                                                                                   |
| 72   | ПромЗІЗ-Донбас                                             | спецодяг, спецвзуття, ЗІЗ органів дихання, голови, рук до запобіжних поясів, діелектричні вироби, інструменти | 83059 Донецьк, пр. Ілліча, 101                                 | http://www.promsiz.com.ua [Архівовано 22 березня 2022 у Wayback Machine.],        |
| 73   | Регул                                                      | центрифуги для зневоднення шламів вуглезбагачення, техдопомога у експлуатації і пусконаладці | 83050 Донецьк, вул. Щорса, 29-А                                |                                                                                   |
| 74   | Респіратор, НВО                                            | рятувальна та пожежна техніки, засоби захисту промперсоналу і рятувальників від шкідливого впливу газу, тепла у аварійних ситуаціях | 83048 Донецьк, вул. Артема, 157                                |                                                                                   |
| 75   | Ресурс інжинірінг групп                                    | збагачувальне, класифікуюче і зневоджувальне обладнання | 0124 Київ, вул. Богомольця, 4; 83096 Донецьк, пр. Панфілова 18 |                                                                                   |
| 76   | Роботікс Інженерія, ТОВ                                    | роботизація та автоматизація виробництва. Розробка, впровадження та обслуговування роботизованих систем. Оснастка - зварювальні столи, затиски, клампи, фікстура, струбцини, упори, кутники, магніти. | 03680 Київ, вул. Святошинська, 34                              | http://www.robotics.kiev.ua [Архівовано 25 березня 2022 у Wayback Machine.]       |
| 77   | Санлайт-Україна, ТОВ                                       | акумуляторні батареї та джерела живлення промислового призначення | 04071 Київ, вул. Щекавицька, 7/1-а                             |                                                                                   |
| 78   | СВ Альтера, ТОВ                                            | компоненти систем електропостачання, вибухозахищене обладнання і комплектуючі, комплексні рішення у галузі автоматизації і приводів | 03067 Київ, бул. Лепсе, 4                                      | http://www.svaltera.kiev.ua [Архівовано 23 березня 2022 у Wayback Machine.],      |
| 79   | Свердловський машинобудівний завод, ВАТ                    | механізоване кріплення (ПГС типу «Супутник», КД80); навісне обладнання до скребкових конвеєрів (понад 40 типів); капітальний ремонт гірничо-шахтного обладнання (секції КД80, КД90, МТ, 1М103, «Супутник», М88); запасні частини ГШО; сантехнічні вироби | 94800 Довжанськ, вул. Заводська, 1                             |                                                                                   |
| 80   | Світло шахтаря, ВАТ                                        | скребкові вибійні конвеєри, перевантажувачі, дільничні шахтні дробарки, запобіжні гідравлічні муфти, вибухобезпечні акумуляторні світильники, фари для шахтних електровозів і комбайнів, запасні частини | 61001 Харків, вул. Світло Шахтаря, 4/6                         | http://www.shaht.kharkov.ua [Архівовано 23 березня 2022 у Wayback Machine.],      |
| 81   | Сенсор, ВАТ                                                | станції зарядні автоматичні головних світильників АЗС ГС, детектори банкнот, саморятівники для захисту органів дихання при пожежі, дозатори рідких компонентів для, кабельні системи для вітроагрегатів | 83060 Донецьк, вул. Куйбишева, 143-г                           | https://web.archive.org/web/20161230232541/http://sensor.dn.ua/,                  |
| 82   | Силур, ВАТ                                                 | канати, дроти, металеві сітки, металічні корди, сталеви фібри | 86700 Харцизьк, вул. Філатова, 9                               | http://www.silur.com [Архівовано 22 лютого 2022 у Wayback Machine.],              |
| 83   | Спецшахтобуріння, ВАТ                                      | різна продукція для підприємств гірничого машинобудування та обладнання | 83000 Донецьк, вул. Жовтнева, 82-А                             |                                                                                   |
| 84   | Східвуглемаш, ТОВ СП «Моспинський РМЗ»                     | сучасне вуглезбагачувальне обладнання і запасні частини: агрегати насосні відцентрові шламові, ковшові і скребкові ланцюги, засувки самоущільнювальні, гідроциклони, роликоопори, барабани приводні, барабани неприводні, пиловловлювачі батарейні циклонні, димососи, нагрівачі повітря                                                                                                   | 83014 Донецьк, вул. Лівобережна, 66                            |                                                                                   |
| 85   | Теплогірський завод гідрообладнання, ВАТ                   | насоси НСШ 80/65...325; АНС 60/35; НВУ (1В20); УНИ-01; ЦН МА №20-70, НАГУС-212 | 94091 Ірміно, вул. Єнісейська, 1                               |                                                                                   |
| 86   | Термал, ТОВ                                                | живильники хитні ПКа, ролики і роликоопори шахтних конвеєрів, установки виготовлення емульсії, запчастини до вулканізаторів, металоконструкцій, нестандартне обладнання | 83059 Донецьк, ш/у «Донбас»                                    |                                                                                   |
| 87   | Торезький електротехнічний завод, ЗАТ                      | вибухозахищене електрообладнання для управління електроприводами гірничих машин і механізмів | 86603 Чистякове, вул. Леніна, 296                              |                                                                                   |
| 88   | Техносоюз, ТОВ                                             | сита щілинні (шпальтові) зі зварених колосників або на з'єднувальних шпильках з розміром щілин від 0,1 до 20 мм | 83015 Донецьк, вул. Набережна, 149/47                          | http://www.technosoyuz.com.ua [Архівовано 23 березня 2022 у Wayback Machine.],    |
| 89   | Техпоставка, НВО                                           | різці для вугледобувних комбайнів | 49000 Дніпро, вул. Миронова, 8, кімн. 26-27                    |                                                                                   |
| 90   | Торговельний дім заводу Прогрес                            | фільтрувальне, сушильне, ємнісне, нестандартне обладнання | 01030 Київ, вул. Леонтовича, 5                                 |                                                                                   |
| 91   | Торговельний дім «Луганські акумулятори», ТОВ              | акумуляторні батареї для шахтних електровозів і світильників | 04070 Київ, вул. Сагайдачного, 37-А                            |                                                                                   |
| 92   | Торезький електротехнічний завод, ВАТ                      | вибухозахищені електричні апарати для управління електроприводами гірничих машин і механізмів | 86600 Чистякове, вул. Леніна, 305                              |                                                                                   |
| 93   | Точмаш, ВАТ                                                | гірничошахтне обладнання (гідростояки, кріплення, гідравлічний інструмент тощо); запірна арматура для трубопроводів; бурові замки і муфти; гідравлічне обладнання (гідроциліндри, гідродомкрати); сільськогосподарська техніка | 83007 Донецьк, вул. Жмури, 1                                   | https://web.archive.org/web/20180928024211/http://www.tochmash.com/,              |
| 94   | Укрвуглегеологія                                           | виробниче об'єднання шахтної геології і технічного буріння | 340003 Донецьк, пр. Ілліча, 91                                 |                                                                                   |
| 95   | Укрвуглемаш, ТОВ                                           | прохідницькі та очистні комбайни, кріплення, скребкові і стрічкові конвеєри, трансформаторні підстанції | 83000 Донецьк, вул. Артема, 97                                 | https://web.archive.org/web/20071023190359/http://uum.dn.ua/,                     |
| 96   | Укрвуглепостач, ВАТ                                        | здійснює цільові програми по забезпеченню підприємств необхідним устаткуванням | 83000 Донецьк, вул. Артема, 97                                 |                                                                                   |
| 97   | Укрвуглетелеком, ВАТ                                       | забезпечує підприємства та організації вугільної та ін. галузей примисловості технологічним, аварійним, телетайпним та звичайним тефонним зв'язком, доступом користувачів зв'язку по цифрових каналах | 340000 Донецьк, вул. Постишева, 60                             |                                                                                   |
| 98   | Укрінергірмаш                                              | машини і обладнання для видобутку і переробки копалин | м. Донецьк, вул. Челюскінців, 174                              |                                                                                   |
| 99   | Укртоп-Партнер, ТОВ                                        | ремонт і стиковка транспортерних стрічок, футеровка приводних барабанів, антикорозійний захист промоб'єктів, розходний матеріал РЕМА Тіп-Топ (Німеччина), транспортерні стрічки КАУЧУК (Болгарія) | 83048 Донецьк, пр. Титова, 15                                  |                                                                                   |
| 100  | Укрфільтрсервіс                                            | легкі респіратори серії «Росток» трьох ступенів захисту, пилогазові респіратори «Тополя» | 84601 Горлівка, пр. Леніна, 23                                 | https://web.archive.org/web/20080820044602/http://www.ukrfilterservice.com.ua/,   |
| 101  | Фільтр, МКП                                                | засоби індивідуального захисту органів дихання | 84606 Горлівка, вул. Гірничопромислова, 100                    |                                                                                   |
| 102  | Фукс-Мастила Україна, СП                                   | мастильні матеріали, високотемпературні мастила, антикорозійні засоби | 79024 Львів, вул. Трактористів, 44                             |                                                                                   |
| 103  | Харцизький трубний завод, ВАТ                              | стелеві електрозварні прямошовні труби великого діаметра із зовнішнім та внутрішнім антикорозійним покриттям для магістральних газо- та нафтопроводів | 86700 Харцизьк, вул. Патона, 9                                 |                                                                                   |
| 104  | Червоний металіст, ДП ТД ВАТ                               | апаратура і прилади для вугільної, нафтової, газової і хімічної промисловості, сільськогосподарська техніка і товари народного вжитку | 41600 Конотоп, вул. Червонозаводська, 5                        | ,                                                                                 |
| 105  | Шенк Україна, ТОВ                                          | високотехнологічне обладнання для промислового зважування, дозування і грохочення | 03040 Київ, вул. Васильківська, 1                              | http://www.schenck.com.ua [Архівовано 23 березня 2022 у Wayback Machine.],        |
| 106  | Шосткинський казенний завод «Імпульс»                      | засоби ініціювання зарядів вибухових речовин (капсулі-детонатори, електродетонатори, детонуючі шнури тощо) для проведення відповідних робіт у гірничодобувній і вугільній промисловості, геологорозвідці, нафтогазовидобуванні, будівництві та металургії | 41101 Шостка, вул. Куйбишева, 4                                |                                                                                   |
| 107  | Ясинуватський машинобудівний завод, ВАТ                    | сучасна видобувна та прохідницька гірнича техніка | 86000 Ясинувата, вул. Артема, 31                               | http://www.jscymz.com [Архівовано 14 березня 2022 у Wayback Machine.],            |